# Cantó d'Oberbronn
Oberbronn fou un comtat d'Alemanya que va sorgir per la partició el 1622 del segon comtat de Leiningen (al que s'havia reincorporat el de Westerburg). Extinta la branca el 1665 va passar a la branca del comtat de Rickingen.

## Comtes de Oberbronn
- Lluís Emich 1622-1635
- Joan Lluís 1635-1665